# Калин Валентина Володимирівна
Валенти́на Володи́мирівна Ка́лин (14 вересня 1919, Київ — 2 листопада 1987, Саут-Орандж, США) — українська театральна акторка і співачка (сопрано). Донька Володимира Калина і Софії Горст. Онучка Ганни Борисоглібської. Племінниця Олени Голіцинської.

## Життєпис
Батько Валентини, один з найкращих курбасівських акторів Володимир Калин, прожив лише 27 років, зовсім молодою померла (у рік народження Валентини) і її мати Софія Горст, донька видатної артистки Ганни Борисоглібської, яку Валя називала Бабунею. Залишившись сиротою, була взята на виховання в родину своєї тітки — відомої української артистки Олени Голіцинської.
Почала грати дитячі ролі поряд з Бабунею.
1930—1935 — навчалась у тернопільській гімназії «Рідна школа» і в тернопільській філії Львівського музичного інституту ім. М. Лисенка (викладач Станіслав Людкевич).
1937—1939 — навчання в театральній студії у Львові.
1938 — закінчує львівську українську гімназію.
Згодом її вчителями були В. Блавацький, Й. Стадник, О. Добровольська, Й. Гірняк, Ю. Кононів. Зовсім молодою грала на сцені Львівського театру. Виступала у трупах В. Блавацького і Й. Стадника у Львові.
Виступала в Тернопільському українському драматичному театрі імені Івана Франка.
1944 емігрувала до Німеччини, де перебувала у таборах для переміщених осіб, була акторкою в Театрі Й. Гірняка та О. Добровольської, з яким 1949 виїхала до США.
За словами Валерія Гайдабури: «Красуня Валентина на теренах повоєнної української діаспори в США виявила себе талановитою драматичною актрисою і вправною естрадною вокалісткою.»
У 1950-х за ініціативи Юрія Кононіва в Нюарку створився «Ансамбль акторів легкого жанру». Валентина стає його членкинею разом з Іванкою Кононів при акомпанементі Бориса Базалі. Ансамбль був популярним в різних містах США і Канади.
У дитинстві її виховувала дбайлива тітка Олена, а коли Олена Голіцинська-Брилинська занедужала і останні 20 років свого життя боролась з недугами, забута колишніми прихильниками і театральними співробітниками, «єдиною невідступною розрадницею» її стала Валентина, яка полегшувала болісні дні своєї тітки і колишньої опікунки. Вона поховала тітку Олену 1978 року.
В Америці Валя Калин була артисткою Студії мистецького слова Лідії Крушельницької. Вона часто виступала на українських вечорах. Таїсія Богданська згадувала, як під її фортепіанне піаніссімо Валентина натхненно читала вірш Богдана Лепкого «На святий вечір» і як її до глибини душі потрясли слова «Ой краю мій, не знаєш ти, як тужу за тобою»…
Померла Валентина Калин на чужині 2 листопада 1987 року (м. Савт-Орандж, шт. Нью-Джерсі, США), залишивши чоловіка Степана Магмета.  Похована у місті Істон, штат Пенсільванія.

## Ролі
- Дорина («Тартюф» Мольєра)
- Муму Гризетка («Загублений скарб» І. Алексевича)
- Ліда («Тайна доктора Горошка» І. Керницького)
- Люба («Хміль» Діми)
- Мотря (однойменна сценічна інсценізація Г. Лужницького)
- Голос Поета («Мойсей» за І. Франком).